# 6301 Bohumilruprecht
A 6301 Bohumilruprecht (ideiglenes jelöléssel (6301) 1989 BR1) a Naprendszer kisbolygóövében található aszteroida. Zdenka Vávrová fedezte fel 1989. január 29-én.